# Vehicle Assembly Building
Vehicle Assembly Building (dříve Vertical Assembly Building, zkráceně VAB) je velká raketová montážní hala v Kennedyho vesmírném středisku na Floridě. Slouží k montáži velkých, předem vyrobených, součástí vesmírných raket, jako Saturn V pro program Apollo, Space Shuttle nebo Space Launch System pro program Artemis, které se na sebe naskládají v jedné ze čtyř vertikálních šachet na mobilních odpalovacích platformách, které je následně dopraví na odpalovací rampu. Budova se nachází ve Startovacím komplexu 39, zhruba 352 km severně od Miami na poloostrově Merritt Island na pobřeží Atlantského oceánu.
S celkovým objemem 3 665 000 m3 se jedná k roku 2022 o osmou největší budovu na světě podle objemu. VAB je také největší jednopatrovou budovou na světě a byla také nejvyšší budovou, s výškou 160 m, na Floridě do roku 1974.

## Historie
Budova VAB, dokončená v roce 1966, byla původně postavena pro montáž nosné rakety Saturn V pro program Apollo, přičemž nesla původně název Vertical Assembly Building. Z důvodu, že se plánovalo v hale montovat vícero projektů po skončení programu Apollo – program Space Shuttle – byla 3. února 1965 přejmenována na Vehicle Assembly Building. Zde se během programu Space Shuttle montovaly orbitery Space Shuttle k jejich palivovým nádržím a pomocným motorům na tuhá paliva. Jakmile byl raketoplán sestaven na mobilní odpalovací platformě, pásový transportér Crawler jej přesunul na odpalovací rampu LC-39A nebo LC-39B, které jsou součástí komplexu.
VAB byla označena v roce 2020 jako Mezinárodní historická památka stavebního inženýrství spolkem American Society of Civil Engineers.

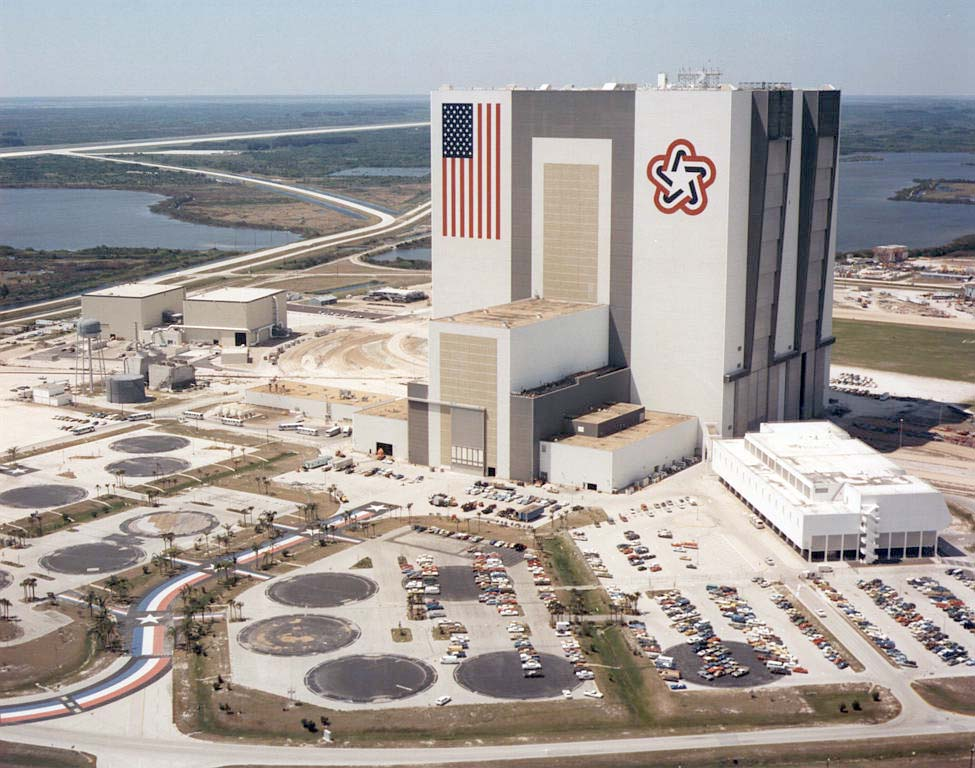
Budova VAB při oslavách dvoustého výročí Spojených států

### Výstavba
V roce 1963 uzavřela NASA smlouvu, jako část rozšíření agentury pro vyslání astronautů na Měsíc, se společností Urbahn Architects, aby navrhla a postavila VAB. Stavba začala položením prvních ocelových pilot 2. srpna 1963. Celkem bylo položeno 4 225 pilířů o výšce 50 m na základ sestávající z 23 000 m3 betonu, přičemž celá konstrukce VAB vyžadovala 89 440 t oceli. Stavba byla dokončena v roce 1966, s celkovou výškou 160 m, délkou 218 m a šířkou 158 m. Pokrývá 32 000 m2 plochy a má objem 3 665 000 m3.
Budova se nachází na poloostrově Merritt Island, na pobřeží Atlantského oceánu – z toho důvodu je budova postavená, aby dokázala odolat hurikánům a tropickým bouřím.

### Exteriér

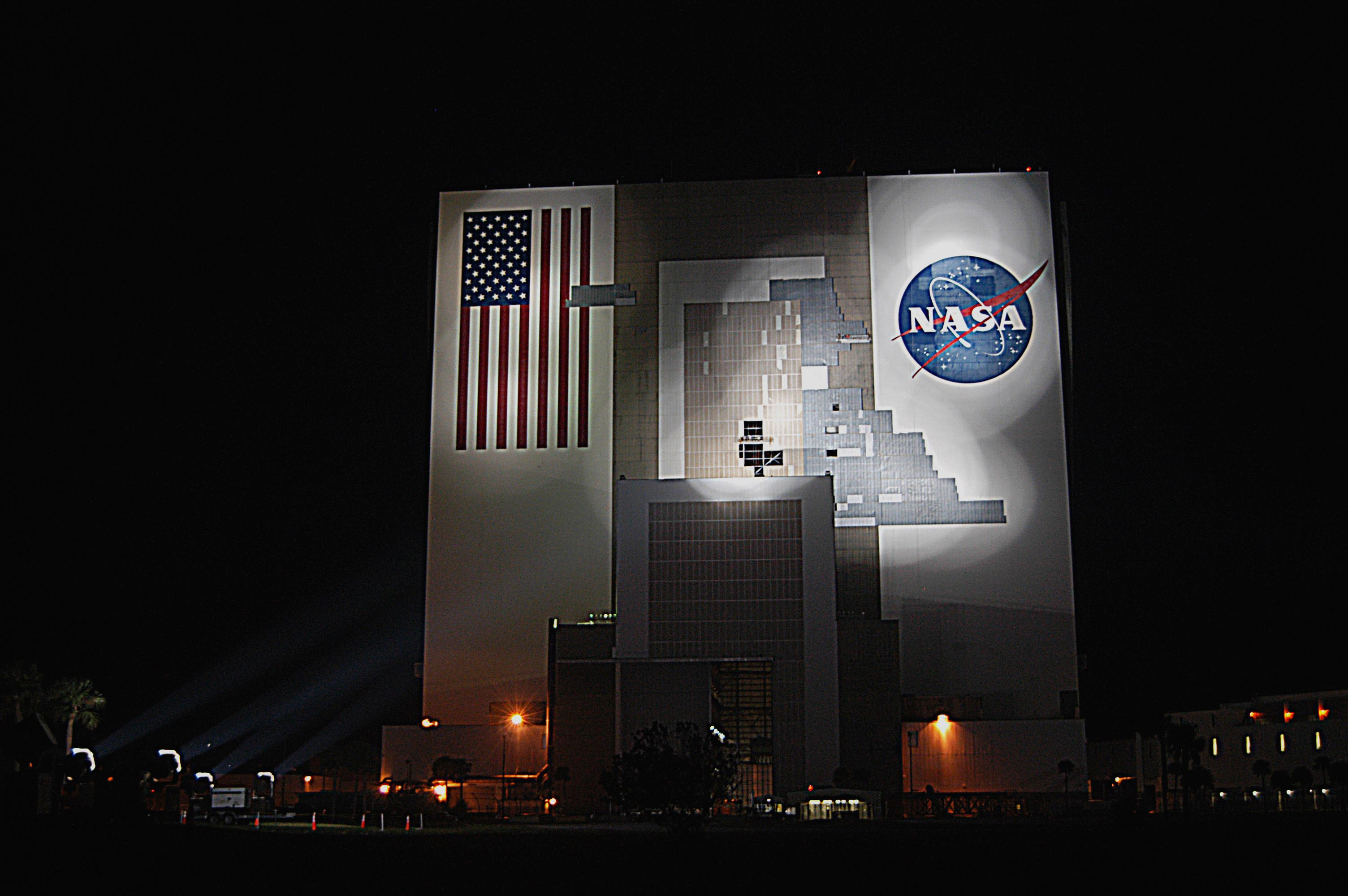
Následky hurikánu Frances na VAB.

Symbolická vlajka Spojených států namalovaná na budově byla přidána v roce 1976 jako součást oslav dvoustého výročí Spojených států, spolu s logem výročí, později nahrazeným logem NASA v roce 1998. Vlajka měří na výšku 63,7 m a je 33,5 m široká. Každá z hvězd na vlajce má 1,83 m napříč a každý bílý a modrý pruh je široký 2,74 m. Začátkem roku 2007 probíhaly práce na obnově vnějšího nátěru.

#### Hurikány

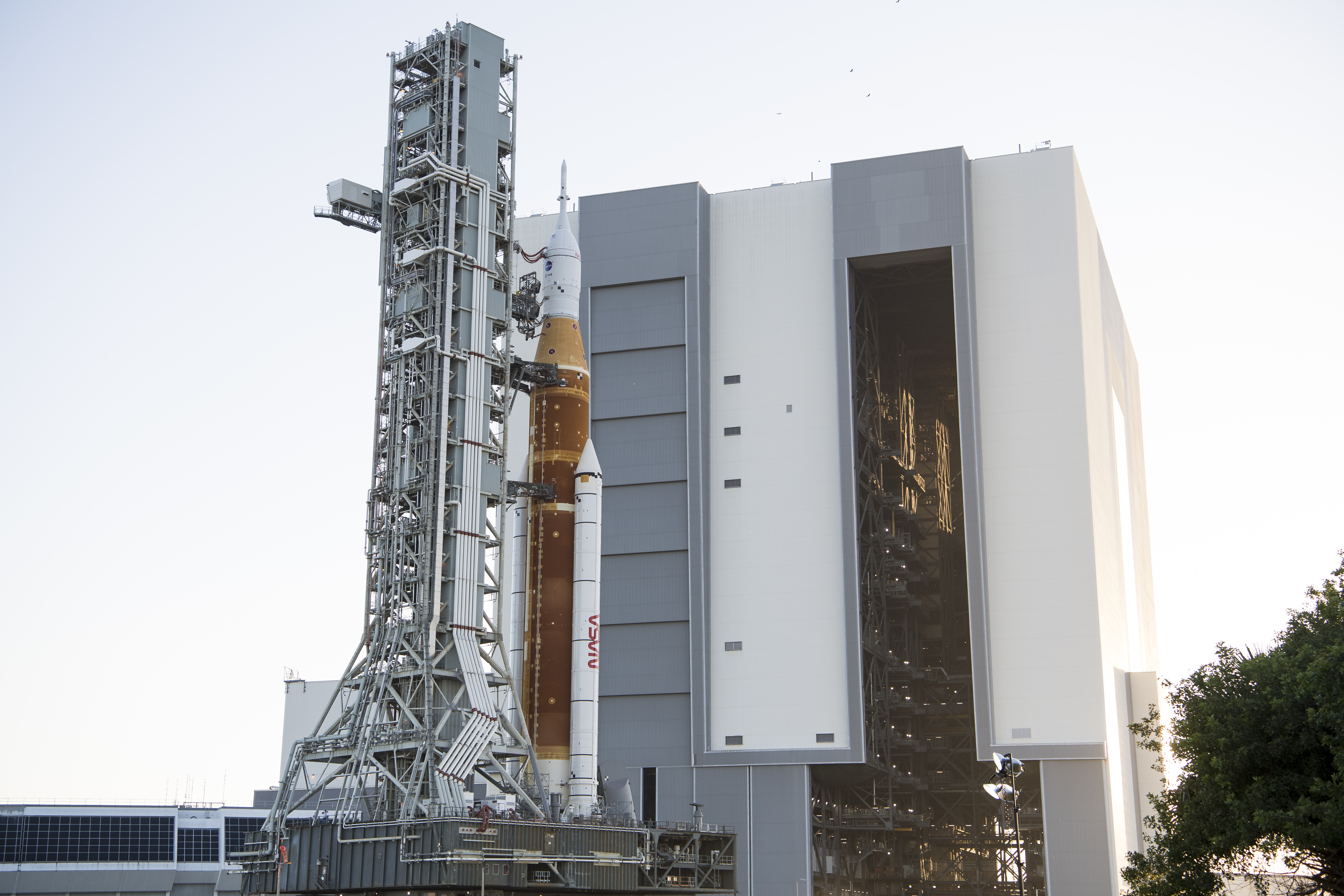
VAB s otevřenými dveřmi při výjezdu rakety Space Launch System pro misi Artemis I.

K nejrozsáhlejšímu poškození exteriéru došlo během hurikánu Frances v roce 2004, kdy hurikán strhl z budovy 850 hliníkových panelů o rozměrech 4,3 m × 1,8 m, celkově zhruba 3 700 m2. Dvacet pět dalších panelů bylo strhnuto z východní strany budovy větrem během hurikánu Jeanne o tři týdny později. Třetí hurikán, hurikán Charley také v roce 2004, způsobil značné, přesto méně závažné škody, které se odhadují na 700 000 USD. Kvůli těmto stavům byly vyrobeny nové panely, které jsou navržené tak, aby se oddělily od budovy, pokud se vytvoří velký tlakový rozdíl na vnější a vnitřní straně.

## Funkce
Uvnitř budovy jsou čtyři vertikální šachty, které mají i zároveň největší dveře na světě. Každé dveře jsou 140 m vysoké, mají sedm panelů a úplné otevření nebo zavření trvá 45 minut. Pro zvedání komponentů raketoplánu bylo do VAB umístěno pět jeřábů, z nichž dva jsou schopní zvednout 325 tun, zbylé tři 136 tun. Vně se také nachází celkem 19 výtahů.
Budova má také vlastní klimatizaci a cirkulaci vzduchu s 125 ventilátory a čtyřmi velkými klimatizačními jednotkami na střeše s celkovým výkonem 35 MW, přičemž všechen vzduch v budově lze kompletně vyměnit za jednu hodinu. Pokud jsou dveře otevřené za mlhavého počasí, může se mlha dostat do budovy, z čehož se začaly šířit příběhy, že má budova vlastní počasí, avšak ta může mít nepříznivé účinky na některé části v budově.